# Orco Property Group
Pour l’article homonyme, voir Orco.
Orco Property Group S.A. (ORCO Group, ORCO) est un fonds d'investissement immobilier français, opérant sous juridiction luxembourgeoise et domicilié au parc d'activités Capellen. Le groupe a été fondé en 1991 par Jean-François Ott. Le fonds est détenu par Orco Holding.

## Historique
Crée à Paris en 1991 par Jean-François Ott et Bernard Gauthier. La société achète et rénove son premier immeuble à Prague, en République tchèque, en 1991-1992. La société opère d’un siège social luxembourgeois.
Le groupe ORCO développe ses investissements et opérations de promotion à Prague dans les années 90 en particulier la rénovation d’immeubles situés à des emplacements de qualité, pour les louer à des sociétés multinationales. En 2000, OPG s’introduit à la Bourse de Paris (second marché), et développe ses opérations en Europe centrale, à Budapest, Varsovie et Bratislava, en reproduisant le modèle qui a fait son succès à Prague. En 2003, le groupe se développe en Allemagne via sa filiale Orco Germany, et en 2005 et 2007, OPG fait l'objet de cotations secondaires sur les Bourses de Prague, puis Budapest et Varsovie, tandis qu’OG est cotée à Francfort. De 2000 à 2007, OPG a réalisé des augmentations de capital représentant un total de 430 millions € sur ces différentes places. En 2008, le groupe renforce son siège opérationnel à Paris en y localisant la majeure partie de l'équipe de management, en particulier monsieur Ott, président-directeur général et monsieur Tommasini.

## Structure et capital
Orco intervient essentiellement en Europe de l'Est et en Europe centrale. Le groupe intervient comme promoteur immobilier notamment sur les marchés de la Croatie, la République tchèque, l'Allemagne, la Hongrie, la Pologne, la Russie ou encore la Slovaquie, à travers un certain nombre de filiales de droit local.
Le groupe a commencé ses activités en République tchèque, en 1991, avant de se développer en Hongrie (1999), puis dans de nombreux autres pays, et d'intégrer la cote parisienne (NYSE Euronext) en 2000.
Lors de l'introduction en bourse en 2001, le fondateur Jean-François Ott possédait 94 % des actions à travers sa société Ott & Co, avant de revendre ses actions. En 2008, à la suite de problèmes de liquidité, ses banquiers ont liquidé l'essentiel de ses actions restantes, le ramenant au quatrième rang (avec 1,6 %) derrière le fonds d'investissement European Investors (5,4 %), Bernard Gauthier et Jardenne Corp (2,5 % chacun), et un flottant de près de 88 %. Au début de la crise de 2009, le fonds tchèque Prosperita devint le premier actionnaire (5 %), juste devant European Investors (4,7 %), Bernad Gauthier (1,9 %) et Jean-François Ott (1,6 %).

## Évolution financière
Au premier semestre 2008, le groupe était évalué à 2,7 milliards d'euros4, soit une baisse de 250 millions par rapport aux 2,95 milliards d'euros de la valorisation 2007. En juin 2009, la valeur du groupe avait chuté à 1,83 milliard d'euros, soit une perte de plus d'un milliard d'euros en deux ans.

D'après l'agence de presse CTK, "Orco fait face à un très haut niveau d'endettement [...] d'un montant total de 1,6 milliard d'euros [...] et le groupe a été placé sous procédure de sauvegarde.
Le 2 décembre 2009, le fonds Colony Capital a annoncé qu’il renonçait au sauvetage de Orco Group, Colony Capital estimant que les dirigeants ne leur fournissaient pas les garanties nécessaires, notamment sur la dette obligataire et sur la vente massive du PDG Jean-François Ott de ses propres titres.  L'entreprise est en sauvegarde et présente, au printemps 2010, un plan au Tribunal de Commerce de Paris.

## Fonds d'investissement
En 2005, Orco a créé son propre véhicule financier, le Endurance Real Estate Fund. Ce fonds d'investissement spécialisé a été subdivisé en six sous-fonds, et a été domicilié au Luxembourg, où il bénéficie de la législation luxembourgeoise concernant les activités financières.